# Centrale hydroélectrique de Korkeakoski
La centrale hydroélectrique de Korkeakoski (finnois : Korkeakosken voimalaitos) est une centrale hydroélectrique située à Kotka  en Finlande.

## Caractéristiques
La centrale électrique de Korkeakoski est située sur le bras Korkeakoskenhaara du fleuve Kymijoki. 
La hauteur de chute de la centrale est de 13 mètres et sa puissance est de 10 MW. 
La centrale appartient à Kolsin Voima Oy.
Les rapides Korkeakoski sont utilisés comme source d'énergie pour les moulins à farine et les scieries depuis le XVIe siècle. 
Depuis la fin du XIXe siècle, les rapides Korkeakoski entrainaient une scie à bois. 
La première centrale électrique achevée en 1906 a été construite par Karhula Oy. 
La centrale hydroélectrique actuelle a été conçue par l'architecte Karl Lindahl en de 1926.
La centrale a été cédée par Karhula Oy à Ahlström Oy. 
Ahlström l'a vendue à la société suédoise Graningen à la fin des années 1990. 
Au début des années 2000, Statkraft en devient propriétaire. 
La totalité du capital social de Statkraft Suomi Oy a été rachetée en 2014 par Kolsin Voima Oy, détenue par cinq sociétés énergétiques finlandaises,.